# Gran Telescopio Cenital
El Gran Telescopio Cenital (Large Zenith Telescope con el acrónimo en inglés LZT) es un telescopio de espejo líquido de mercurio, de 6 m de diámetro, localizado en el "Sector de Investigación Forestal Malcolm Knapp", de la Universidad de Columbia Británica, alrededor de 70 km al este de Vancouver. Es uno de los mayores telescopios reflectores ópticos en el mundo, y pese a ello tuvo muy bajo costo.
Mientras un telescopio cenital tiene la obvia desventaja de no ser capaz de oscilar a ninguna parte, su instalación simplificada permite el uso de un espejo compuesto por un panel lleno de líquido mercurio. Como un espejo, se puede hacer mucho más grande que un espejo convencional, aumentando la capacidad colectora de luz. Este LZT es usado para imágenes en tránsito, lo que significa que la rotación de la Tierra mueve las estrellas a lo largo del sensor, y la imagen latente en el sensor es movida electrónicamente en el paso con ese movimiento y leído en el borde de salida.
El telescopio del Observatorio usa metal líquido que refleja la superficie, que puede ser visto aquí.
El telescopio hizo uso de partes del telescopio NASA Orbital Debris Observatory, de tres metros de diámetro, que fue retirado un par de años antes, después de varios años de uso.
El Large Zenith Telescope funcionó desde 2004 hasta el verano del 2016 en que fue dado de baja.